# Белобровая фразерия
Белобровая фразерия (лат. Fraseria cinerascens) — вид птиц из семейства мухоловковых. Выделяют два подвида.

## Таксономия
Данный вид и лесная фразерия традиционно рассматривают как отдельную группу. Однако образ жизни и вокализация этих птиц значительно отличаются, а данные генетики опровергают их близкое родство.

## Распространение
Африка южнее Сахары.

## Описание
Длина тела 17 см, масса 13—24,5 г (подвид ruthae). У самцов номинативного подвида голова и верхняя часть тела тёмно-серого цвета.

## Биология
Питаются в основном членистоногими, преимущественно насекомыми, включая чешуекрылых и гусениц (Lepidoptera), жуков, муравьёв, ос. Вероятно, не совершают миграций.

## Охранный статус
МСОП присвоил виду охранный статус LC.